# Euplexia olivacea
Euplexia olivacea là một loài bướm đêm trong họ Noctuidae.